# 빗자루병

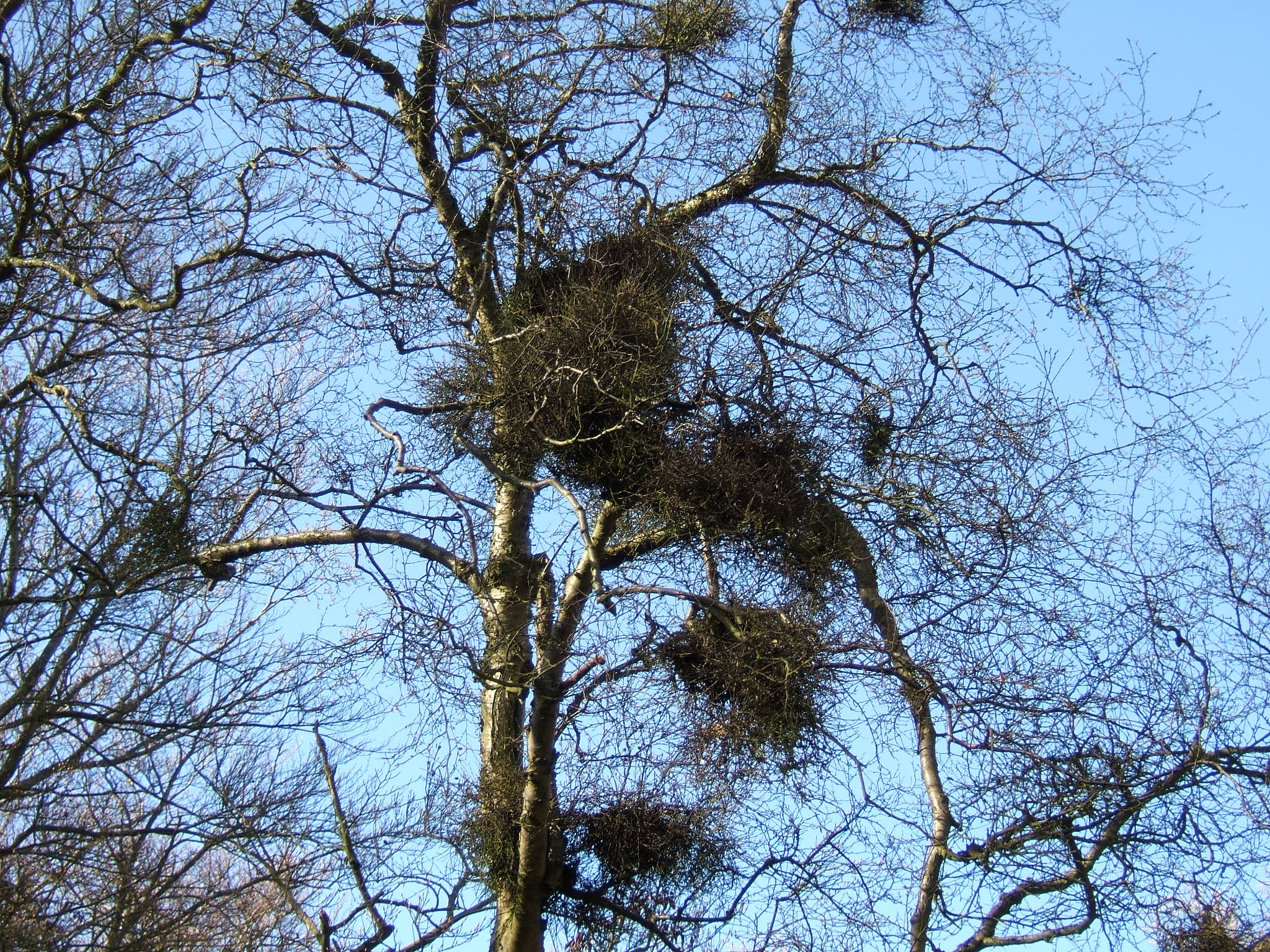
솜털자작나무에 나타난 빗자루병(Taphrina betulina)

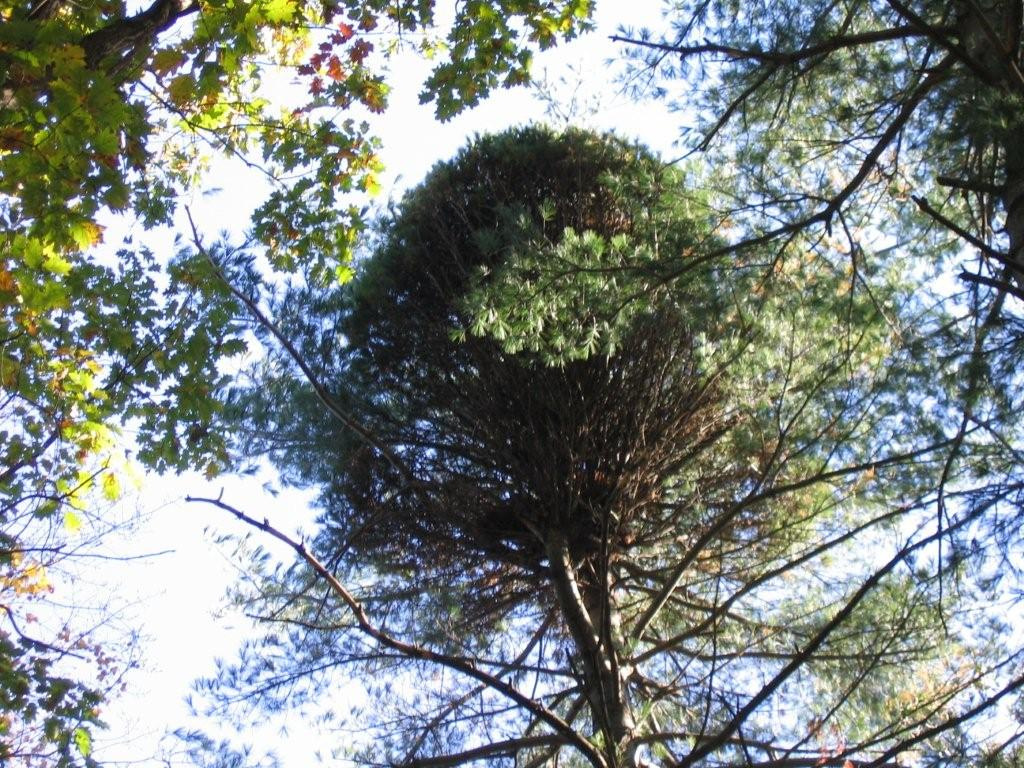
스트로브잣나무에 나타난 빗자루병.

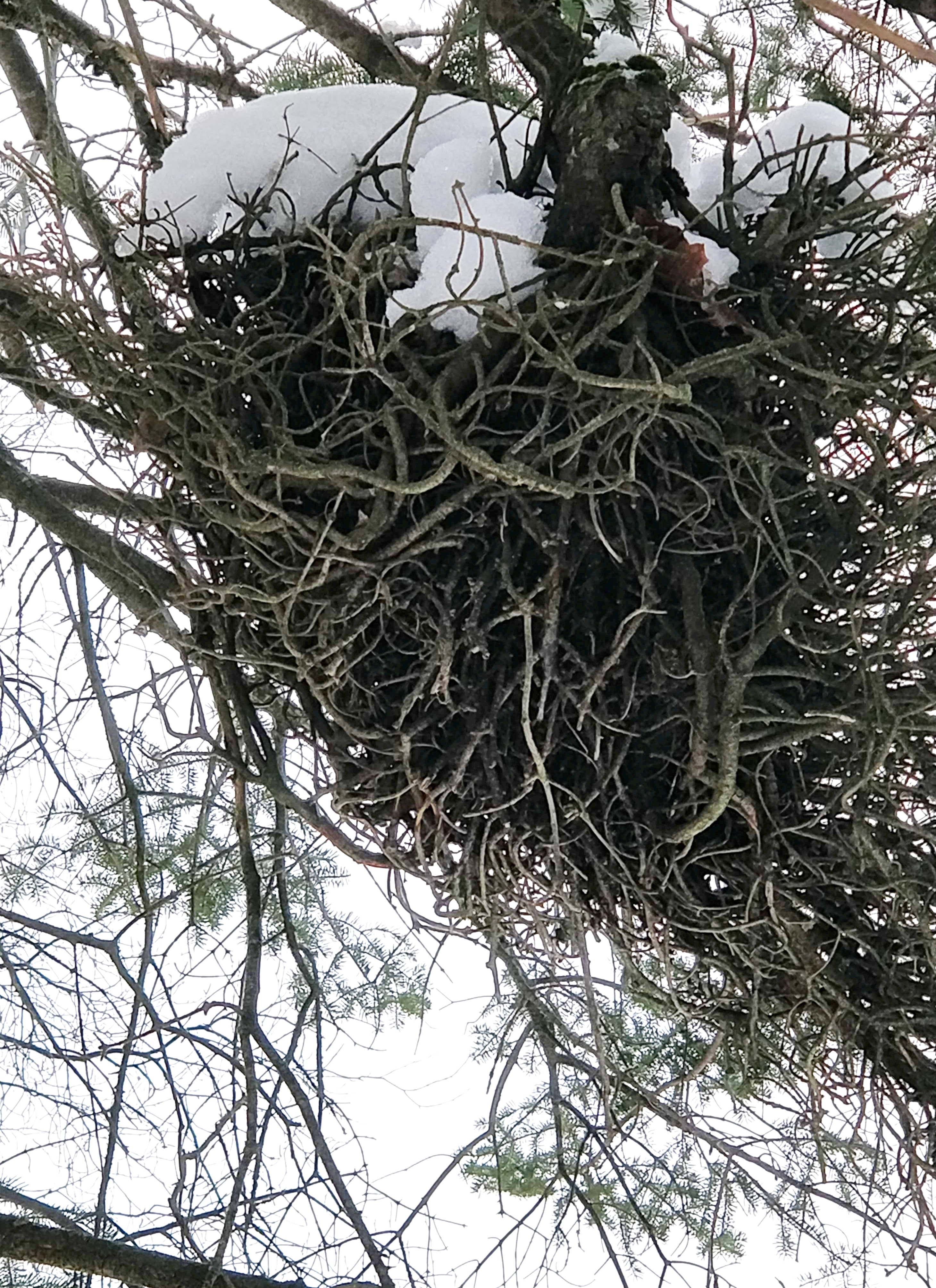
캐나다 퀘벡 야마스카 국립공원의 빗자루병

빗자루병 또는 총생병(叢生病)은 나무 같은 목본식물의 원래 구조가 변형되는 병이다. 한 부분에서 여러 개의 가지나 잎이 모여 자라며 그 형태가 흡사 중세 시대의 마녀들이 쓰던 빗자루 같다 하여 서양에서는 '마녀의 빗자루' (witch's broom 또는 witches' broom)라 부르기도 한다. 대부분이 병원균에 감염되면서 발생한다.
빗자루병의 병징은 피토플라스마 또는 담자균이 일으키며, 카카오와 대추나무 및 멀구슬나무를 비롯한 여러 경제 수목에서 중요하게 작용한다.

## 원인
나무의 특정 모양이나 습성은 2차 분열조직의 생장을 조절하는 호르몬인 옥신의 산물 중 일부이다. 옥신은 부모 가지에서 뻗어 나오는 측아의 생장을 억제시키는데, 빗자루병에 걸리게 되면 순의 순차별 생장이 멈추게 되고 분열조직이 무분별하게 생장한다. 이는 생장 조절을 방해하는 식물 호르몬인 시토키닌이 일으키는 것이다. 이 병징은 피토플라스마 및 세균류가 만들어내는 것이기도 하다. 빗자루병의 생장은 보통 기주식물이 살아 있는 동안이라면 수 년 정도 갈 수 있다. 빗자루병의 나뭇가지를 정상 대목에 접목하면 괴상하게 생긴 나무로 뒤바뀌어버린다. 이는 공격성 유기체가 나뭇가지의 유전된 생장 패턴을 바꿔놓음을 보여준다.

### 병징

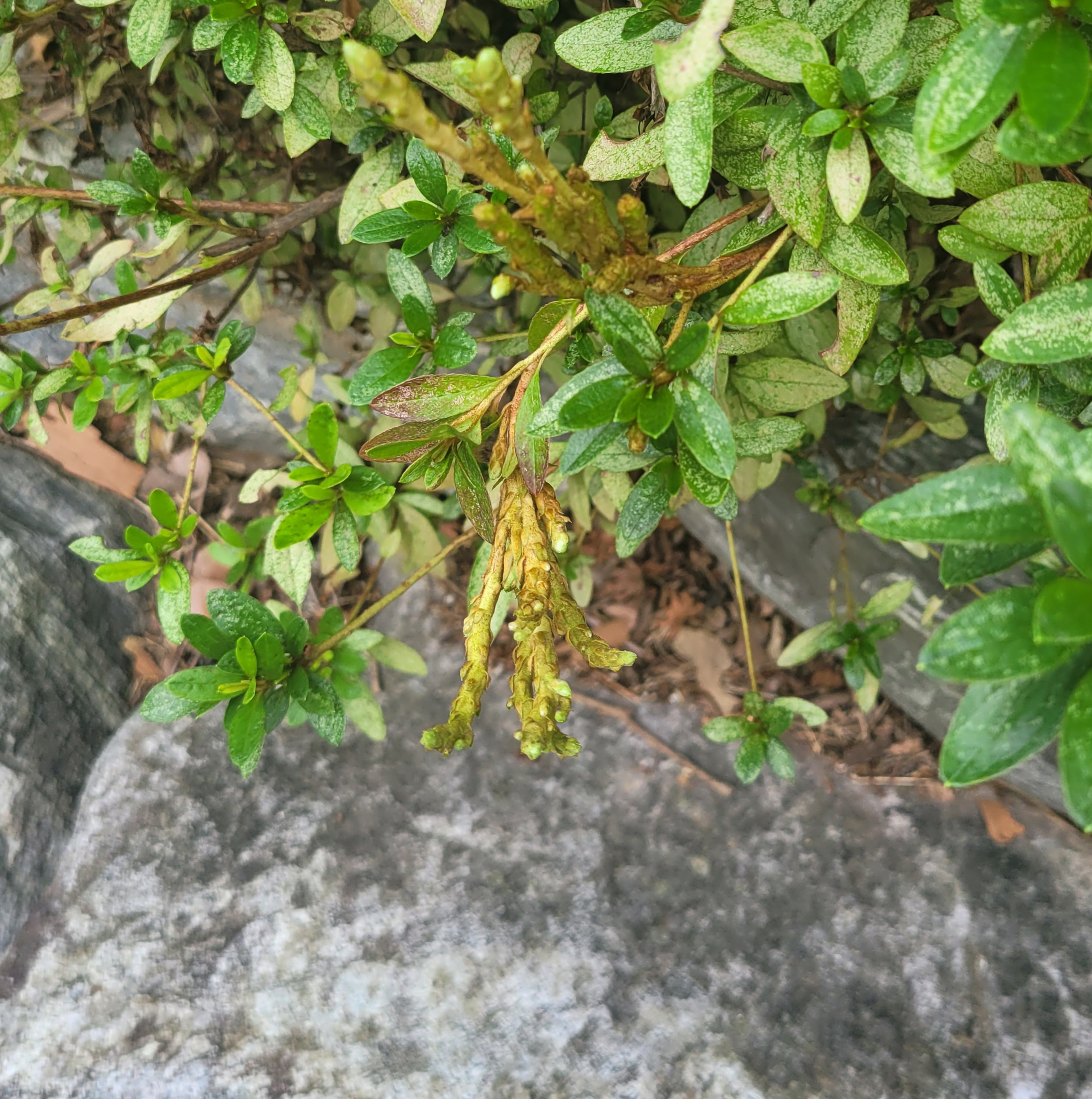
철쭉류 빗자루병 병징

- 잎과 가지의 왜화 및 위축 증상
- 빗자루(총생) 증상
- 꽃잎의 엽화 증상(phyllody)
- 쇠락
- 잎의 황화 증상

## 생태적 역할
빗자루병은 새와 북부하늘다람쥐 등의 포유류에게 서식처를 제공해준다.

## 종류
- 대추나무 빗자루병
- 오동나무 빗자루병
  - 붉나무 빗자루병
  - 아까시나무 빗자루병
  - 뽕나무 오갈병
- 쥐똥나무 빗자루병
- 벚나무 빗자루병 - 타프리나속(Taphrina) 곰팡이병

## 같이 보기
- 식물병리학
- 피토플라스마